# Nseluka
Nseluka est une petite ville du nord de la Zambie située dans la Province Septentrionale, à une altitude de 1 335 mètres. Elle possède une gare desservie par les chemins de fer Tanzanie-Zambie.